# Спарток
Спарток (на старогръцки: Σπαρτοκος) е тракийски владетел от края на IV – началото на III в. пр. Хр. със седалище в Кабиле, близо до днешния Ямбол.
Името му е споменато в Надписа от Севтополис, във връзка с клетви, които Севт III е направил пред Спарток докато е бил „в добро здраве“ и които се изпълняват от съпругата на Севт, Береника и синовете ѝ.
Спарток сече монети с името си в ранния III в. пр. Хр.: вероятно след смъртта на Лизимах, в периода 281 – 279/277 г. пр. Хр. 